# روری بولدینگ
روری بولدینگ (انگلیسی: Rory Boulding؛ زادهٔ ۲۱ ژوئیهٔ ۱۹۸۸) بازیکن فوتبال اهل بریتانیا است.
از باشگاه‌هایی که در آن بازی کرده‌است می‌توان به باشگاه فوتبال منزفیلد تاون، باشگاه فوتبال هاکنال تاون، باشگاه فوتبال داندی یونایتد، باشگاه فوتبال کیلمارنوک، باشگاه فوتبال فالکیرک، باشگاه فوتبال آکرینگتون استنلی، باشگاه فوتبال ایلکستون، و باشگاه فوتبال برادفورد سیتی اشاره کرد.